# Martine Sevegrand
Martine Sevegrand, née en 1942, est une historienne contemporanéiste française, spécialiste du catholicisme en France au XXe siècle. 
Elle étudie en particulier les positions de l'Église catholique sur la sexualité.

## Biographie
Martine Sevegrand soutient en 1994 à l'université Paris-VII sa thèse d'histoire, consacrée à L'Église et les catholiques français devant la limitation des naissances 1919-1969, sous la direction de Michelle Perrot. Elle en tire un ouvrage publié l'année suivante, sous le titre Les enfants du Bon Dieu, qui présente l'évolution des positions de l'Église catholique de France sur la régulation des naissances, montrant une certaine diversité des points de vue malgré la continuité dogmatique,,. Selon Mathilde Dubesset, ce livre constitue « l'ouvrage de référence sur cette question ».
Deux ans après, Martine Sevegrand publie une analyse du courrier reçu par le prêtre Jean Viollet sur les questions de sexualité, montrant notamment le désarroi des femmes catholiques face à la rigidité de l'Église,. Elle continue ensuite à étudier les rapports entre l'Église et la sexualité dans différents livres, qui traitent de l'encyclique Humanæ vitæ et de la morale sexuelle.
Martine Sevegrand publie aussi différents ouvrages d'histoire de l'Église catholique en France au XXe siècle, sur la crise des vocations sacerdotales,, l'hebdomadaire chrétien Temps présent, et les prêtres ouvriers. Elle consacre deux livres au concile Vatican II et étudie les positions des catholiques français sur la guerre d'Algérie et 'État d'israël,,.

## Publications
- Les enfants du Bon Dieu : Les catholiques français et la procréation au XXe siècle, Paris, Albin Michel, coll. « Bibliothèque Albin Michel histoire », 1995, 476 p. (ISBN 978-2-226-07621-2)[17],[2],[3],[4],[18].
- L'amour en  toutes lettres : Questions à l'abbé Viollet sur la sexualité (1924-1943), Paris, Albin Michel, coll. « Bibliothèque Albin Michel histoire », 1996 (réimpr. 2016), 352 p. (ISBN 9782226315083)[4],[6],[18].
- Vers une Église sans prêtres : La crise du clergé séculier en France (1945 - 1978), Rennes, Presses universitaires de Rennes, coll. « Collection Histoire », 2004, 328 p. (ISBN 978-2-86847-963-1)[9],[10].
- Temps présent : Une aventure chrétienne (1937-1992), vol. 1 : L'hebdomadaire 1937-1947, Paris, Éditions du Temps présent, 2007, 323 p. (ISBN 9782916842004)[11],[12].
- L'affaire humanae vitae : L'Église catholique et la contraception, Paris, Karthala, coll. « Disputatio », 2008 (ISBN 9782811100070)[7].
- Temps présent : Une aventure chrétienne (1937-1992), vol. 2 : Une avant-garde catholique (1950-1968), Paris, Éditions du Temps présent, coll. « Mémoire vive », 2011, 343 p. (ISBN 978-2-916842-13-4).
- Vatican II (1959-1965) : Le feuilleton d'un concile en 34 épisodes, Villeurbanne, Éditions Golias, 2012, 208 p. (ISBN 978-2-35472-190-9).
- Les chrétiens contre la guerre d'Algérie, Villeurbanne, Éditions Golias, 2012, 104 p. (ISBN 978-2-35472-175-6).
- La sexualité, une affaire d'Église ? : De la contraception à l'homosexualité, Paris, Karthala, coll. « Disputatio », 2013 (ISBN 978-2-8111-0892-2).
- Israël vu par les catholiques français, 1945-1994, Paris, Karthala, coll. « Hommes et sociétés », 2014, 264 p. (ISBN 978-2-8111-1287-5)[14],[15],[16].
- Paul VI et le concile: 1963-1978, Villeurbanne, Éditions Golias, coll. « L'aventure chrétienne », 2015, 96 p. (ISBN 978-2-35472-232-6).
- Marie-Claude Badiche, Maurice Badiche et Martine Sevegrand, Des prêtres-ouvriers insoumis en 1954 : Le Groupe Chauveau, 1957-2011, Paris, Karthala, coll. « Collection Signes des temps », 2015, 252 p. (ISBN 978-2-8111-1543-2)[13].
- Le sixième commandement : L'Église catholique et la morale sexuelle (France- XXe siècle), Rennes, Presses universitaires de Rennes, coll. « Histoire », 2023, 294 p. (ISBN 978-2-7535-8980-3, lire en ligne)[8].

### Liens
- Ressource relative à la recherche :   - Persée
- Notices d'autorité :   - VIAF
  - ISNI
  - BnF (données)
  - IdRef
  - LCCN
  - GND
  - Belgique
  - Israël
  - NUKAT
  - Tchéquie
  - WorldCat